# Sonia Sanoja
Sonia Sanoja   (Caracas, 2 d'abril de 1932 - Caracas, 26 de març de 2017) va ser una ballarina, mestra, coreògrafa i poeta veneçolana, pionera de l'activitat de dansa del seu país en la dècada del 1940, en particular en la dansa contemporània.

## Carrera professional
El 1946, Sanoja va començar els seus estudis a la Càtedra de Ballet del Liceu Andrés Bello, fundada pocs mesos abans pels ballarins argentins Hery i Luz Thomson i els irlandesos David i Eva Grey, procedents de la companyia dels Ballets Russos del coronel de Basil, que es van assentar a Veneçuela fugint de la difícil postguerra europea.
El 1953, Sanoja va entrar al Teatre de la Dansa de Grishka Holguín, amb el qual va començar el moviment de dansa contemporània veneçolà; posteriorment, se'n va anar a estudiar a França. Al tornar a Veneçuela, el 1961, va crear junt amb Grishka Holguín la Fundació de la Dansa Contemporània, que va ser una plataforma per al desenvolupament de la nova dansa contemporània nacional, i la seva associació amb el Museu de Belles Arts de Caracas va servir com a procés d'integració amb altres arts. Posteriorment, el 1971, va fundar la Companyia d'Art Coreogràfic Sonia Sanoja. Va crear el projecte Dansa Contemporània de Veneçuela que, junt amb el Teatre de la Dansa Contemporània, sota la direcció de Grishka Holguín, va presentar una visió diversificada de la dansa contemporània i va donar peu per al sorgiment d'altres alternatives experimentals.
Va estudiar Filosofia a la Universitat Central de Veneçuela. Va rebre el Premi Nacional de Dansa de Veneçuela el 1998 per la seva carrera artística i les seves aportacions a la dansa nacional.
El 2015, la Universitat Nacional Experimental de les Arts de Veneçuela li va retre un homenatge. El 2016 va tornar als escenaris amb el projecte Amor amarg, del coreògraf veneçolà Leyson Ponce, obra inspirada en L'hora minvada de Rómulo Gallegos; allà va compartir escenari amb la seva gran amiga Graciela Henríquez, també ballarina i pionera de la dansa veneçolana.
El 2017 va morir a Caracas després d'una llarga lluita contra el càncer.

## Obres publicades
- 1963: Duraciones visuales.[9]
- 1971: A través de la danza.[9]
- 1992: Bajo el signo de la danza.[9]

## Premis i reconeixements
- 1998: Premi Nacional de Dança de Veneçuela